# Габардин

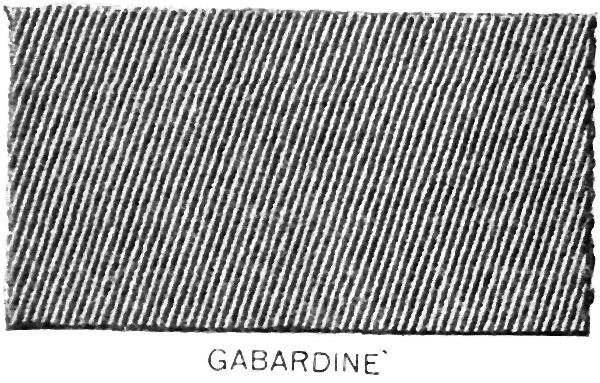
Габардин

Габарди́н, або ґабардин (фр. gabardine), від ісп. gabardina — паломницький плащ) — товста щільна тканина, зазвичай із вичесаної вовни, зі скісними, добре видимими смужками. Зазвичай використовується для пошиття верхнього одягу або костюмів.
Томас Барберрі, засновник англійського дому моди «Burberry», винайшов габардин 1879 року і запатентував його 1888 року. Патент давав йому право на ексклюзивне виробництво речей з цієї тканини до 1917 року.
Початково тканина робилася з вовняного гарусу і була просякнута ланоліном для гідроізоляції. Водонепроникний одяг з габардину став популярним, оскільки був зручніший, ніж прогумовані плащі.
Одяг Burberry з габардину носили дослідники приполярних місцевостей, зокрема Руаль Амундсен, який першим дістався Південного полюсу, та Ернест Шеклтон, який 1914 року очолював експедицію, яка перетнула Антарктику. Під час Першої світової війни з габардину було пошито близько півмільйона тренчів для британської армії. Також куртку з габардину носив Джордж Меллорі під час своєї спроби підкорити гору Еверест 1924 року.
Габардин широко використовувався у 1950-х для виробництва курток, штанів, пальт, костюмів, спецодягу. Нині габардин роблять не лише з вовни, але й з бавовни, текстурованого поліестеру тощо. Зазвичай речі з габардину придатні лише для хімчистки, їх не можна прати.